# Ophiociliomyces bauhiniae
Ophiociliomyces bauhiniae är en svampart som beskrevs av Bat. & I.H. Lima 1955. Ophiociliomyces bauhiniae ingår i släktet Ophiociliomyces och familjen Pseudoperisporiaceae.   Inga underarter finns listade i Catalogue of Life.